# Epigonus constanciae
Epigonus constanciae är en fiskart som först beskrevs av Giglioli, 1880.  Epigonus constanciae ingår i släktet Epigonus och familjen Epigonidae. Inga underarter finns listade i Catalogue of Life.